# Shiuyinghua
Shiuyinghua, monotipski biljni rod iz porodice Paulowniaceae. Jedina vrsta je drvo S. silvestrii, kineski endem iz provincije Hubei.Rod je opisan u Journal of the Arnold Arboretum 43: 217. 1962.  

## Sinonimi
- Paulownia silvestrii Pamp. & Bonati; Nuovo Giorn. Bot. Ital., n.s. 18: 177 (1911)